# 266
El año 266 (CCLXVI) fue un año común comenzado en lunes del calendario juliano, en vigor en aquella fecha.
En el Imperio romano el año fue nombrado como el del consulado de Galieno y Sabinilo o, menos comúnmente, como el 1019 ab Urbe condita, siendo su denominación como 266 posterior, de la Edad Media, al establecerse el Anno Domini.

## Acontecimientos
- En Irlanda acaba el reinado de Cormac mac Airt (fecha aproximada).
- 4 de febrero: En China, el primer ministro Sima Yan provoca la abdicación del último Emperador de Wei.[1]
- 8 de febrero: Sima Yan establece la Dinastía Jin[2] que reunificará toda China 14 años después, terminando el Periodo de Tres Reinos.